# Honda MTX 200 R
Die MTX 200 R (interne Bezeichnung MD07) war eine Enduro des japanischen Motorradherstellers Honda. Sie war von 1983 bis 1988 im Programm.

## Motor
Das Modell hat einen flüssigkeitsgekühlten Einzylinder-Zweitaktmotor, der bei einem Verdichtungsverhältnis von 7,1 : 1 eine Höchstleistung von 20 kW (27 PS) bei 7500 min−1 erreicht. Der Hubraum beträgt 194 cm³. Dabei beträgt die Zylinderbohrung 67 mm, der Kolbenhub 54 mm. Das höchste Drehmoment von 25 Nm liegt bei 7000/min an. Der Motor hat eine vibrationsdämpfende Ausgleichswelle. Häufig wurde die Maschine in Deutschland wegen der Versicherungsstaffelung mit 15 kW (20 PS) verkauft.

## Fahrwerk und Bremsen
Die Vorderradaufhängung besteht aus einer durch Faltenbälge geschützten Telegabel mit 230 mm Federweg. Am Hinterrad ist eine Schwinge mit dem Honda-eigenen Pro-Link System und 200 mm Federweg eingebaut. Bei diesem System werden die 2 hinteren Federbeine als bis dahin gängiger technischer Stand durch ein einzelnes, zentral liegendes Federbein ersetzt. Diese Bauweise setzte sich ab den 80er Jahren weitgehend durch. Die Sozius-Fußrasten sind wenig komfortabel an der Schwinge befestigt. Das bedeutet, dass der Beifahrer das Auf und Ab der Schwinge wegen Fahrbahnunebenheiten ungewollt mitmacht. Am Vorderrad verzögert eine Scheibenbremse mit einem Durchmesser von 240 mm. Die Hinterradbremse ist eine durch Gestänge betätigte Trommelbremse mit einem Durchmesser von 110 mm. Das Gewicht beträgt 121 kg.
Das Getriebe hat sechs Gänge. Von dort wird das Moment über eine Kette an das Hinterrad übertragen. Die Höchstgeschwindigkeit liegt bei ca. 120 km/h.
Typisch für eine Enduro sind die serienmäßigen Handprotektoren am Lenker sowie das 21-Zoll-Vorderrad mit der Reifendimension 2,75–21. Hinten hat die Maschine einen 4,10-18-Reifen. Gestartet wird sie mit einem Kickstarter.

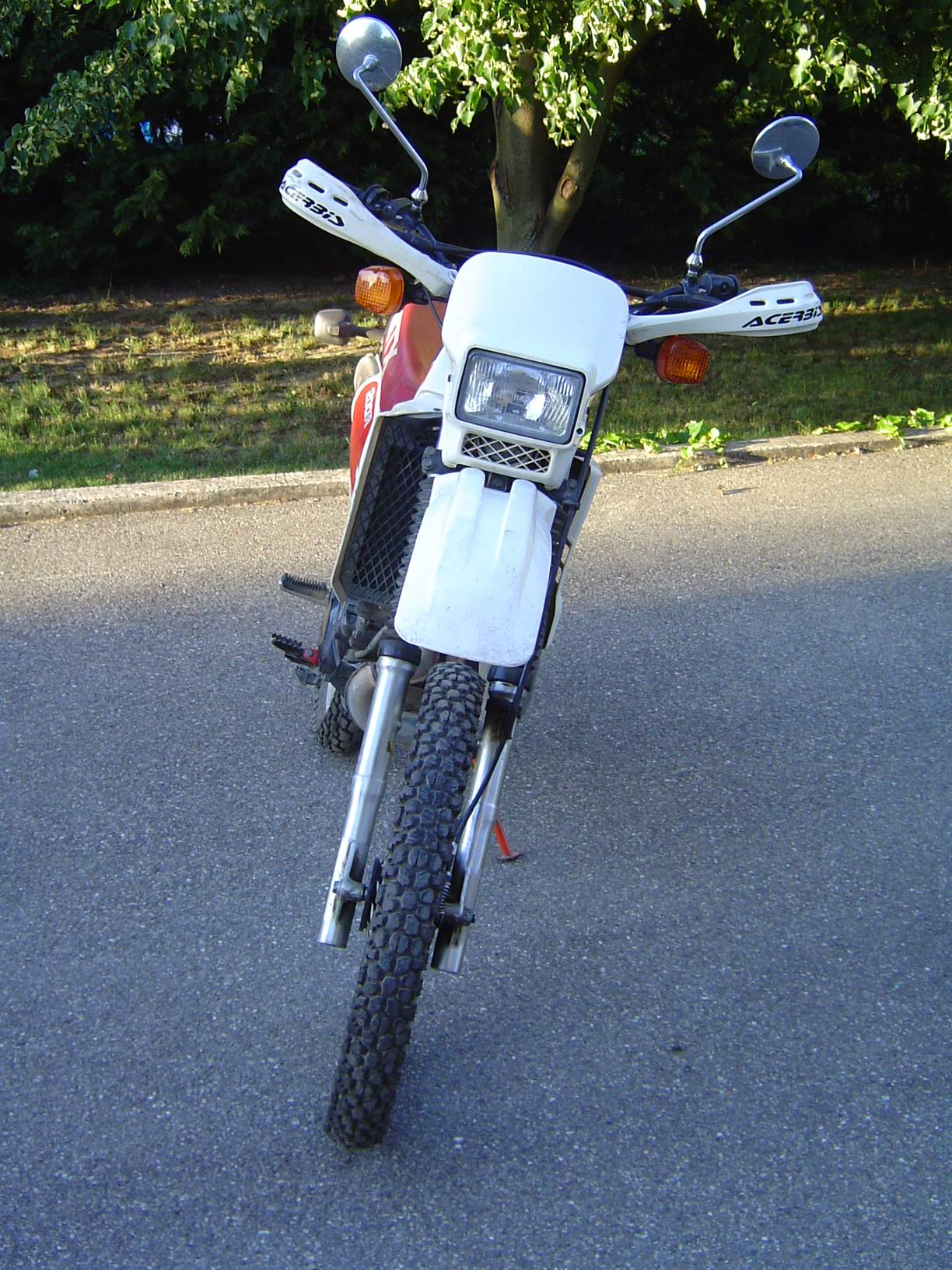
Frontansicht
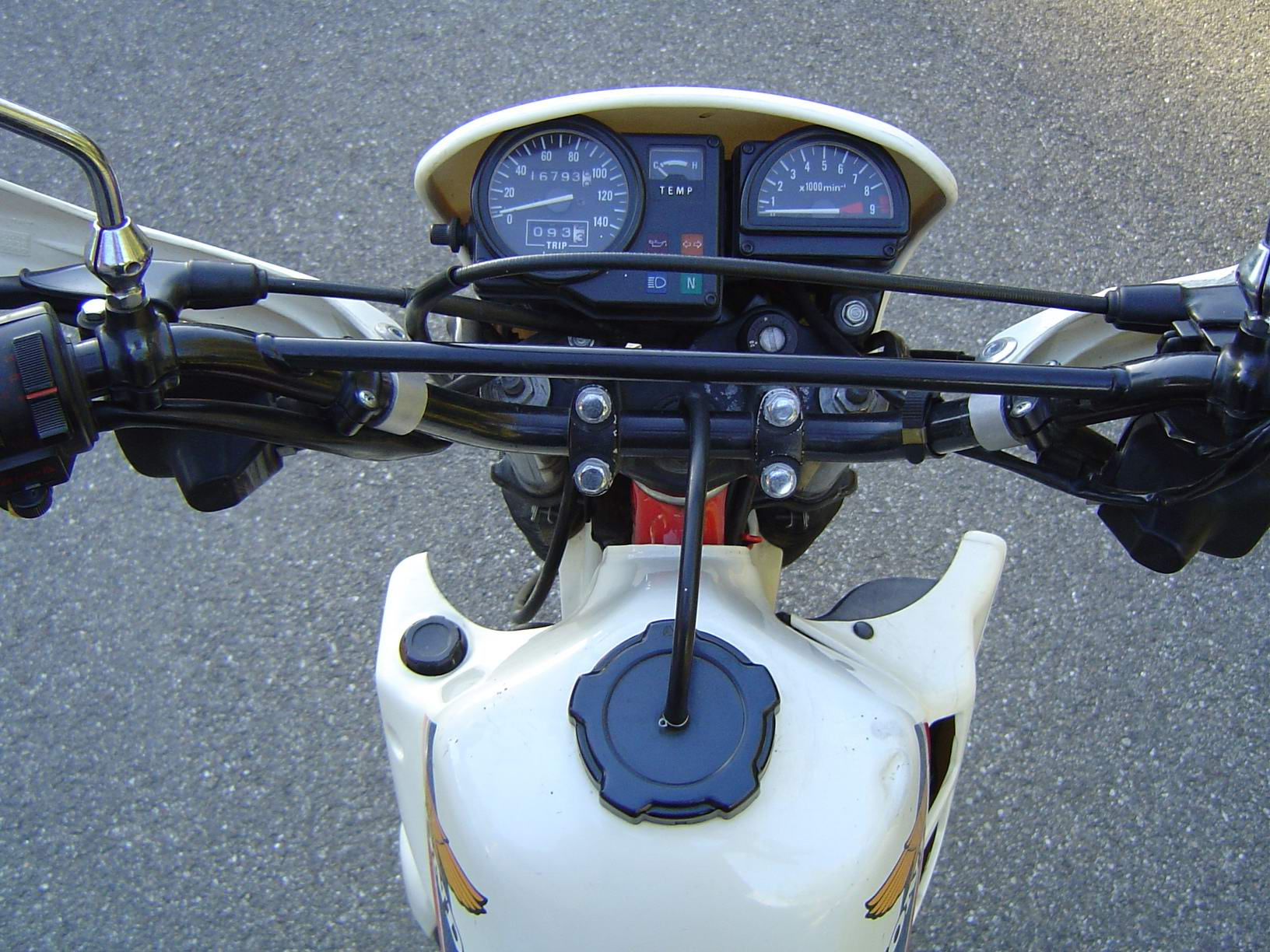
Cockpit der Enduro

## Varianten
Zeitweise wurde von 1985 bis 1988 die Maschine auch unter der Bezeichnung MTX 200 RW (MD07) vertrieben. Für den Wettbewerbseinsatz existierte ein Leistungskit, mit dem durch Änderungen an den Vergaserdüsen und der Auspuffbirne der Motor 34 PS (25 kW) abgab.